# Totò
Totò (nascut com Antonio de Curtis el 15 de febrer de 1898 a Nàpols, mort el 15 d'abril de 1967) fou un actor, dramaturg, poeta i guionista italià.

## Filmografia
- Fermo con le mani - (1937)
- Guardie e ladri - (1951)
- Dov'è la libertà? - (1952)
- Miseria e nobiltà - (1954)
- L'oro di Napoli - (1954)
- Totò, Peppino e la... malafemmina - (1956)
- La Loi, c'est la loi - (1958)
- I soliti ignoti - (1958)
- Totò, Eva e il pennello proibito - (1959)
- Il monaco di Monza - (1963)
- Uccellacci e uccellini - (1966)
- Capriccio all'italiana - (1967)
- Operazione San Gennaro - (1966)